# Michael Galasso
Michael John Galasso (* 5. April 1949 in Hammond, Louisiana; † 9. September 2009 in Paris, Frankreich) war ein US-amerikanischer Komponist. 

## Biografie
Michael John Galasso war der Sohn von Dr. Michael A. Galasso und von Michaela Galasso Williams. Während sein Vater Violinist und Konzertmeister des Baton Rouge Symphony war, spielte seine Mutter Oboe beim selben Orchester. Sein Vater wurde später Musikprofessor an der Louisiana State University und seine Mutter kümmerte sich als Direktorin um das Montessori Children's House Baton Rouge. Michael Galasso erlernte im Alter von drei Jahren die Violine und spielte bereits im Alter von 11 Jahren sein erstes Solokonzert mit dem New Orleans Philharmonic. Später studierte er am Oberlin College und am Dartmouth College Musik.
Ab den 1970er Jahren komponierte Galasso für mehr als ein Dutzend Theaterproduktionen des US-amerikanischen Theaterregisseurs und Künstlers Robert Wilson die Musik. Darunter waren Musiken zu Aufführungen von A Letter for Queen Victoria und Les Fables de La Fontaine. Sein Debüt als Filmkomponist gab Galasso 1981 für den Schweizer Film Seuls. Ab der Jahrtausendwende komponierte er regelmäßig für internationalen Produktionen wie In the Mood for Love, Waiting for the Clouds und Dinge, die von Bäumen hängen. Für seine Filmmusik an der Filmbiografie Séraphine wurde Galasso bei der Verleihung des französischen Filmpreises César 2009 mit einer Nominierung für die Beste Filmmusik bedacht.
Am 9. September 2009 verstarb Galasso in seinem Pariser Zuhause an den Folgen seiner Hepatitis-C-Erkrankung. Er hinterließ seine Frau und eine gemeinsame Tochter, die Choreografin und Tänzerin Catherine Galasso.

## Filmografie (Auswahl)
- 1981: Seuls
- 1996: Chungking Express (重庆森林 Chóngqìng sēnlín)
- 2000: In the Mood for Love (花樣年華, Fa yeung nin wa)
- 2001: Geheime Wahl (Raye makhfi)
- 2001: Wolken – Briefe an meinen Sohn (Nuages: Lettres à mon fils)
- 2002: Der Engel zu meiner Rechten (Fararishtay kifti rost)
- 2003: Der Tango der Rashevskis (Le tango des Rashevski)
- 2004: Die Perlenstickerinnen (Brodeuses)
- 2004: Waiting for the Clouds (Bulutlari beklerken)
- 2006: Dinge, die von Bäumen hängen (Things That Hang from Trees)
- 2008: Séraphine
- 2023: Die Bonnards – Malen und lieben (Bonnard, Pierre et Marthe)

## Diskografie
- 1984: Scenes
- 1985: Scan Lines
- 2005: High Lines